# Acaena eupatoria
Acaena eupatoria är en rosväxtart som beskrevs av Diederich Franz Leonhard von Schlechtendal. Acaena eupatoria ingår i släktet taggpimpineller, och familjen rosväxter.

## Underarter
Arten delas in i följande underarter:
- A. e. glomerulans
- A. e. simplex